# Eupithecia nigropolata
Eupithecia nigropolata är en fjärilsart som beskrevs av Fletcher 1951. Eupithecia nigropolata ingår i släktet Eupithecia och familjen mätare. Inga underarter finns listade i Catalogue of Life.